# Schoenus pygmaeus
Schoenus pygmaeus är en halvgräsart som beskrevs av Stanley Thatcher Blake. Schoenus pygmaeus ingår i släktet axagssläktet, och familjen halvgräs. Inga underarter finns listade i Catalogue of Life.